# Adolf Kuhlen
Adolf Kuhlen (* 22. November 1962) ist ein deutscher ehemaliger Fußballspieler.
Der Abwehrspieler absolvierte für SC Fortuna Köln in den Spielzeiten 1979/80 und 1980/81 laut kicker.de zwölf Spiele in der damals zweigleisigen 2. Fußball-Bundesliga Nord sowie 1981/82 zwei Spiele in der eingleisigen zweiten Liga. Die Online-Datenbank Weltfussball.de wie auch das Datencenter des DFB führen abweichend davon kumuliert 15 Partien.